# Polycentropus aztecus
Polycentropus aztecus är en nattsländeart som beskrevs av Oliver S. Flint Jr. 1967. Polycentropus aztecus ingår i släktet Polycentropus och familjen fångstnätnattsländor. Inga underarter finns listade i Catalogue of Life.